# Överbehandling
Överbehandling (medicinskt överutnyttjande) är en situation där en patient får mer hälsovård än vad som är nödvändigt eller bra för hälsan. Detta kan leda till överdriven användning av undersökningar, tester, mediciner eller behandlingar, vilket kan försämra hälsan, öka kostnaderna och förlänga vårdtiden. Det är oetiskt av vårdpersonal att göra undersökningar eller ge behandling som inte är medicinskt motiverad och detta ingår i Läkarförbundets etiska regler.
Runt 20–25 procent av utförd vård kan vara onödig och till och med skadlig för patienten. Problemet finns i många länder och inte bara i höginkomstländer, även om det är vanligast där. Ett av världens stora folkhälsoproblem, antibiotikaresistens, förvärras av onödig förskrivning av antibiotika. I svensk allmänmedicin genomförs exempelvis hälsoundersökningar av friska och journalföring av levnadsvanor trots att det är i onödan, enligt SFAM. Screening av symptomfria kan ha överdiagnosticering och överbehandling som bieffekt. Ett alternativ till att behandla alla fall som upptäcks vid screening kan vara att följa lågriskpatienter noga över tid för att se om behandling verkligen är nödvändig. Den här risken har till exempel diskuterats när det gäller screening för livmoderhalscancer, särskilt av yngre kvinnor.
"Mer vård" kan framstå som bättre både för läkare och patient, medan det inte alltid är fallet. Patienter kan också bli mer nöjda av att få en behandling än att inte bli behandlade, även om det inte finns evidens för att det är bäst att utföra den. Andra faktorer som kan öka överbehandlingen är påverkan från läkemedelsföretag, reklam till patienter, att läkare ekonomiskt tjänar på överbehandling och läkares rädsla för klagomål. I USA är rädsla för att bli stämd den anledning som bedöms vara den vanligaste orsaken till överbehandling.